# Skinn över sten
Skinn över sten är en diktsamling av Artur Lundkvist utgiven 1947.
Lundkvist var vid denna tid starkt influerad av spanskspråkiga diktare som Pablo Neruda och Federico García Lorca. Samlingen innehåller flera episkt beskrivande dikter inspirerade av resor i Sydamerika och Nordamerika.

## Biografi för vinden
I samlingen ingår även den långa dikten Biografi för vinden. När Lundkvist ombads att välja sin bästa dikt till en antologi stannade han för just denna dikt. I motiveringen skrev han: "Egentligen håller jag mig inte med någon bästa dikt, för det är alltid en dikt som ännu inte är skriven... Det föresvävar mig en förening av syn och tanke, av känsla och föremål, av mig själv och världen omkring mig, av förankrad realistisk substans och mångtydigt upphöjd symbol. Jag har visst inte uppnått detta i "Biografi för vinden'", men ändå visar kanske den dikten något av vad jag eftersträvar."